# Beate Wedekind

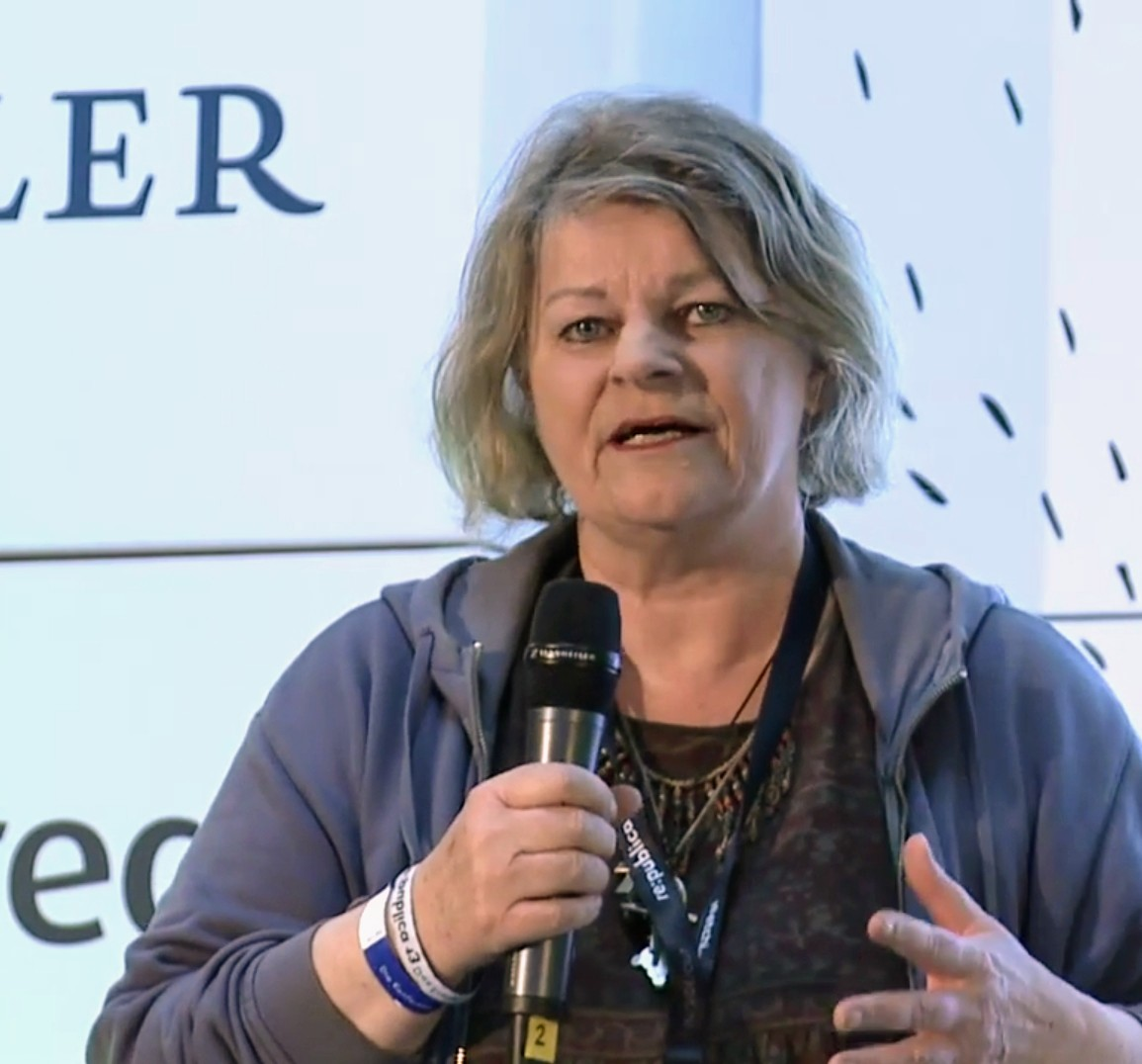
Beate Wedekind (2013)

Beate Wedekind (* 13. April 1951 in Duisburg) ist eine deutsche Journalistin, Autorin, Veranstaltungsorganisatorin und TV-Produzentin.

## Biografie
Wedekind absolvierte nach der Mittleren Reife 1968 eine Banklehre bei der Deutschen Bank. Danach war sie beim Flugunternehmen Condor zwei Jahre lang als Flugbegleiterin tätig. Nach einem Jahr Tätigkeit bei einer Werbeagentur folgte von 1975 an ein zweijähriger Aufenthalt als Sekretärin im Entwicklungsdienst in Äthiopien, 1978 eine kurze Zeit als Fremdsprachensekretärin an der Freien Universität Berlin.
Nach einem Volontariat bei der Berliner Zeitung Der Abend von 1979 bis 1981 arbeitete Wedekind als Lokalredakteurin bei der Bild-Zeitung Berlin. 1982 wurde sie zunächst Bunte-Redakteurin im Burda-Verlag in Offenburg, später dann Leiterin des Ressorts Unterhaltung und schließlich geschäftsführende Redakteurin. 1985 übernahm sie die Gesamtorganisation der jährlichen Bambi-Verleihung.
Im ZDF startete im Dezember 1986 ihre Sendung Mein Rendezvous, die aber bald wegen Meinungsverschiedenheiten mit dem Sender eingestellt wurde. Im Fernsehprogramm Hessen 3 moderierte sie anschließend die Talkshow Zeil um Zehn und im MDR Fernsehen 1992 die monatlich live ausgestrahlte Talkshow MDR-Club aus dem neuen theater in Halle.
1988 wurde Wedekind beim Burda-Verlag Chefredakteurin der deutschen Ausgabe des französischen Frauenmagazins Elle. 1990 übernahm sie auch die Redaktionsleitung von Elle Decoration und im April 1991 die Chefredaktion des Burda-Magazins Ambiente. Ab 1. Juni 1992 war Wedekind als Chefredakteurin der Bunten die erste Frau an der Spitze einer deutschen Illustrierten mit Millionen-Leserschaft. Anfang Mai 1993 teilte der Burda-Verlag mit, Wedekind sei „wegen Krankheit“ von ihrer Verantwortung als Chefredakteurin der Bunten entbunden worden. Wedekind selbst erklärte den Weggang mit einer tiefen Erschöpfung – burn out.
Im Dezember 1993 erfolgte die Übernahme der neuen Unterhaltungszeitschrift Gala aus dem Ehrlich & Sohn-Verlag, einem Tochterunternehmen von Gruner + Jahr, die sie zur Marktreife entwickelte.
1997 ließ sie sich in Berlin nieder und gründete die Beate Wedekind Productions PR Publications GmbH. In Berlin-Mitte betrieb sie von 1997 bis 2001 die Galerie „Pictureshow“, die sich zeitgenössischer Kunst (Malerei und Fotografie) mit gesellschaftspolitischem Hintergrund widmete. Mit der Beate Wedekind GmbH organisiert sie Veranstaltungen für verschiedene Firmen; ebenso produzierte sie (von 1997 bis 2007) die Verleihung des Film- und Fernsehpreises Die Goldene Kamera für das ZDF. Sie ist maßgeblich an der Entwicklung der Konzepte für die Benefiz-Gala Ein Herz für Kinder und der Laureus World Sports Awards beteiligt und produzierte mit Michael Mittermeier und Jerry Lewis. Darüber hinaus engagiert sie sich in Äthiopien für die Karlheinz-Böhm-Stiftung Menschen für Menschen. Zum 80. Geburtstag von Karlheinz Böhm produzierte sie für das ZDF die Fernsehshow Ein Leben für Afrika, durch die mehr als 6 Millionen Euro für die Menschen in Äthiopien gesammelt werden konnten. Til Schweiger beauftragt sie 2008 mit der Entwicklung eines Publikumspreises für den deutschen Kinofilm. Seit 2009 schreibt sie als Kolumnistin für das Online-Magazin The European.
Wedekind lebt in Berlin, Ibiza und Addis Abeba.

## Werke (Auswahl)
- Beate Wedekind: New York Interiors. Taschen Verlag, 1998, ISBN 3-8228-3565-X.
- Beate Wedekind: Alpine Interiors. Taschen Verlag, 1998, ISBN 3-8228-7614-3.
- Beate Wedekind: Um jeden Preis. Ullstein Verlag, München 2000, ISBN 3-548-24791-1.
- Susanne Juhnke, Beate Wedekind: In guten und in schlechten Tagen. Mein Leben (Biografie über Susanne Juhnke). Droemer/Knaur, München 2004, ISBN 3-426-77778-9.
- Beate Wedekind: Nagaya heisst Frieden: Karlheinz Böhm und seine Äthiopienhilfe. Reportagebuch. 2. Auflage. Rütten & Loening-Verlag, Berlin 2006, ISBN 978-3-352-00659-3.
- Beate Wedekind, Karlheinz Böhm: Mein Leben – Suchen Werden Finden. Die Autobiografie. Collection Rolf Heyne, München 2008, ISBN 978-3-89910-383-0.
- Almaz Böhm, Beate Wedekind: Kein Weg zu weit – Mein Leben zwischen Afrika und Europa (Biografie über Almaz Böhm). Collection Rolf Heyne, München 2009, ISBN 978-3-89910-392-2.